# Jerome Jordan Pollitt
Jerome Jordan Pollitt (* 26. November 1934 in Fair Lawn; † 24. April 2024) war ein US-amerikanischer Klassischer Archäologe.

## Leben
Er erwarb den B.A. an der Yale University (1957) und den PhD an der Columbia University (1963). Er wurde 1973 zum ordentlichen Professor der Yale University, 1990 zum John M. Schiff Professor für Klassische Archäologie und Kunstgeschichte und 1995 zum Sterling Professor ernannt.

## Schriften (Auswahl)
- The Ancient view of greek art. Criticism, history, and terminology. New Haven 1974, ISBN 0-300-01737-5.
- mit Susan Matheson Burke: Greek vases at Yale. Catalogue accompanies an exhibition held at the Yale University Art Gallery between November 19, 1975, and January 18, 1976. New Haven 1975, OCLC 633371774.
- The art of Rome. C. 753 B.C. – A.D. 337. Sources and documents. Cambridge 1992, ISBN 0-521-25367-5.
- The art of ancient Greece. Sources and documents. Cambridge 2001, ISBN 0-521-25368-3.